# Monastero di Nostra Signora della Guardia
Il monastero di Nostra Signora della Guardia è stato un luogo di culto cattolico situato nel comune di Busalla, nella città metropolitana di Genova.

## Storia
Il monastero, appartenente all'ordine agostiniano, era situato sul versante nord del passo dei Giovi, dove oggi scorre l'attuale strada statale 35 dei Giovi, in un territorio attualmente appartenente al comune di Mignanego. Le notizie sul monastero sono molto frammentarie e per lo più legate a documenti concernenti questioni di confine tra le comunità di Busalla da una parte e di Mignanego, Paveto e Fumeri dall'altra. 
Venne fondato dagli agostiniani nel 1488 su un terreno donato dagli Spinola, signori di Busalla, e nel 1492 fu affidato alla Congregazione agostiniana di Nostra Signora della Consolazione, che nell'entroterra possedeva già il convento di Montebruno.
Per la sua posizione all'esterno del paese, il monastero fu utilizzato nel XVI secolo per la cura degli appestati; nelle sue vicinanze, inoltre, come si desume da una mappa cinquecentesca conservata presso l'archivio comunale di Busalla, era situato il patibolo per le esecuzioni capitali. Per motivi sconosciuti la chiesa fu in seguito distrutta e riedificata nel 1620, ma nel 1657 il monastero fu soppresso in ossequio alle disposizioni di papa Innocenzo X e l'ultimo occupante, il converso frate Alessandro, morì nel 1669.
Trovandosi in zona contesa fra le comunità di Busalla e della val Polcevera, quanto restava del complesso fu abbandonato e probabilmente andò distrutto durante i combattimenti della guerra di successione austriaca del 1746-48; un atto del 1757 infatti parla di ruderi del monastero.